# Onofrio Palumbo

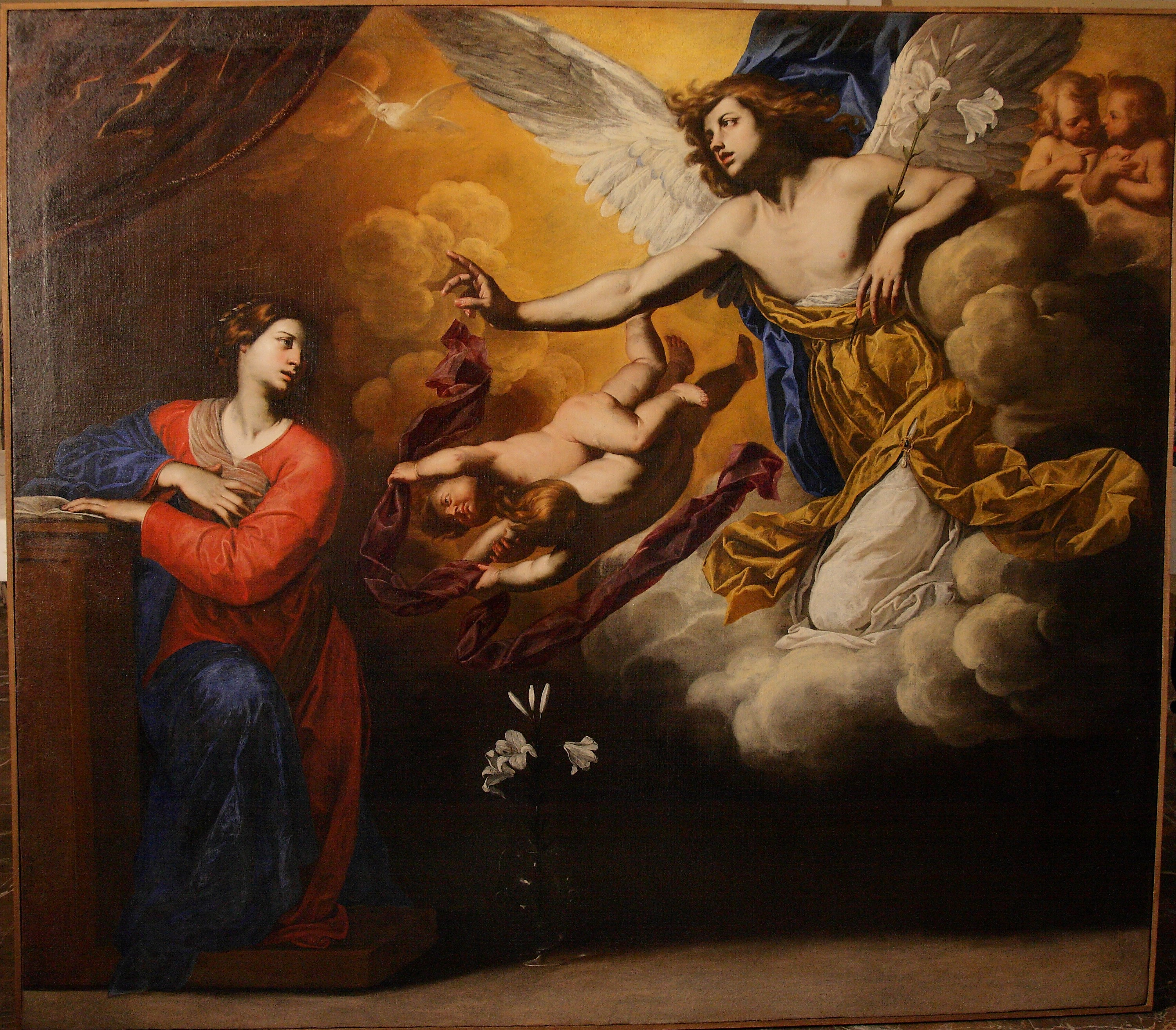
Onofrio Palumbo, Annunciazione, 1641, olio su tela, cm 200x245, Napoli, chiesa di Santa Maria della Salute

Onofrio Palumbo (Napoli, 1606? – Napoli, 1656?) è stato un pittore italiano attivo a Napoli nel corso del Seicento, durante l'epoca barocca.

## Carriera
Ha iniziato il suo apprendistato con Battistello Caracciolo e poi con Artemisia Gentileschi durante il soggiorno di quest'ultima a Napoli a partire dal 1630. Risalente a questo periodo non viene identificato nessun lavoro; tuttavia il suo stile mostrato nelle opere successive a questa data, riconduce Palumbo all'arte di Massimo Stanzione e più in generale alla corrente del caravaggismo.
Tra le sue opere spiccano il San Gennaro intercede per la città di Napoli (1647) per la chiesa della Santissima Trinità dei Pellegrini di Napoli, tela di grande qualità, o l'Annunciazione e l'Adorazione dei pastori per la chiesa di Santa Maria della Salute, nelle quali l'influenza di Paolo Domenico Finoglia e Francesco Guarini è chiaro, con un tocco di stile naturalista di impronta riberesca.
In una fase più avanzata della sua carriera, Palumbo aderì con entusiasmo ai cambiamenti introdotti da Andrea Vaccaro, senza perdere di vista lo stile di Stanzione. Negli ultimi anni di Artemisia Gentileschi, fu invece il suo principale collaboratore.
Morì probabilmente nella grande epidemia di peste che colpì Napoli nel 1656 e spazzò via un'intera generazione di artisti.

## Opere principali

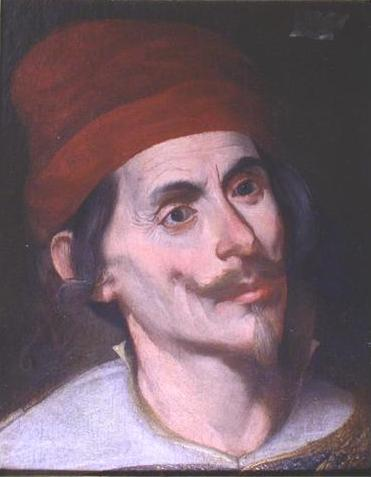
Onofrio Palumbo - Masaniello

- San Gennaro intercede per la città di Napoli (1651), chiesa della Santissima Trinità dei Pellegrini (Napoli) (in collaborazione con Didier Barra);
- San Filippo Neri raccomanda alla Trinità i confratelli e i pellegrini (1651), chiesa della Santissima Trinità dei Pellegrini (Napoli)
- Annunciazione, Chiesa di Santa Maria della Salute (Napoli);
- Adorazione dei pastori, Chiesa di Santa Maria della Salute (Napoli);
- Madonna col Bambino e Santa Maria Egiziaca e Sant'Agostino chiesa di Santa Maria Egiziaca a Pizzofalcone (Napoli);
- Sacra Famiglia con i Santi Anna e Gioacchino, chiesa di Santa Maria Egiziaca a Pizzofalcone (Napoli);
- I Sette Arcangeli in adorazione della Trinità, Arciconfraternita di San Giuseppe dei Nudi (Napoli);
- Crocifissione, Chiesa di Santa Maria Apparente (Napoli):
- Vergine Immacolata con San Giorgio e altri santi, chiesa di San Giorgio Martire (Napoli);
- Venere e Adone, Musée Granet (Aix-en-Provence);
- Ritratto di Masaniello, museo nazionale di San Martino (Napoli).
- Martirio di San Lorenzo, olio su tela, cm 215 x 154, Palermo, Galleria Regionale della Sicilia.